# Sekirei
Sekirei (jap. セキレイ, dt. „Stelze“) ist eine von Sakurako Gokurakuin gezeichnete Manga-Reihe. Sie wird seit 2004 innerhalb des Seinen-Magazins Young Gangan veröffentlicht, das von Square Enix herausgegeben wird. Die Ausrichtung auf männliche Leser äußert sich in vielen als Etchi zu bezeichnenden Elementen.
Der Manga wurde durch eine Anime-Fernsehserie adaptiert, die im Studio Seven Arcs unter der Regie von Keizō Kusakawa entstand und von Juli bis September 2008 im japanischen Fernsehen gezeigt wurde.

## Handlung
Im Tokyo des Jahres 2020 – bezeichnet als Shintō Teito (新東帝都, dt. „Neue östliche kaiserliche Hauptstadt“) – fällt der Junge Minato Sahashi bereits zum zweiten Mal durch die Aufnahmeprüfung der Universität, hatte bisher keinen Erfolg bei den Frauen und ist noch dazu arbeitslos. Er ist jedoch sehr intelligent, kommt aber mit dem Druck einer Prüfung nicht zurecht, was sein ständiges Versagen erklärt. Als Ergebnis dieser Umstände wird er jedoch von vielen, selbst von seiner kleinen Schwester, als Verlierer abgestempelt.
Eines Tages fällt ihm die attraktive Musubi in die Hände, als ob sie vom Himmel herabgefallen sei. Bald muss er jedoch feststellen, dass es sich bei Musubi nicht um ein gewöhnliches Mädchen handelt, sondern dass sie eine Sekirei (dt. „Stelze“) ist und ihn als ihren Ashikabi (葦牙, dt. „Schilfrohrspross“) auserwählt hat.
Bei den Sekirei handelt es sich um außerirdische Lebensformen, die im Jahr 1999 mit ihrem Raumschiff auf der Erde bruchlandeten und von den Studenten Minaka Hiroto und Takami Sahashi gefunden wurden. An Bord des Schiffs befanden sich 108 Lebensformen, die auch als „Eine Säule und 107 kleine Vögel“ beschrieben werden, da nur eine, die Säule (#0/#1), sich im erwachsenen Zustand befand, während weitere acht Lebewesen (#2-#9) als Embryonen vorlagen und die restliche 99 (#10-#108) als befruchtete Eier. Aufgrund ihrer DNA, die weitgehend mit der menschlichen übereinstimmt, besitzen sie ein menschliches Äußerliches, verfügen aber auch über spezielle Fähigkeiten. Die einstelligen Nummern gelten dabei als besonders stark.
Minaka und Takami, die Mutter von Minato, bilden inzwischen den Vorsitz der Organisation Mid Bio Informatics (MBI). Sie modifizierten in verschiedenen Experimenten die Sekirei und erreichten sehr unterschiedliche Ergebnisse, um sie anschließend im so genannten Sekirei-Plan gegeneinander antreten zu lassen. Dabei entstanden auch sehr unterschiedliche Persönlichkeiten, die von hilflos und unschuldig bis zu gemein und mordlüstern reichen.
Die Sekirei selbst sind auf der Suche nach einem würdigen Ashikabi, dessen Kuss ihnen Flügel verleiht, bzw. in einen besonderen Zustand versetzt, in dem sie wesentlich stärker sind als sonst. So findet sich Ashikabi Minato schneller in Kampfszenen wieder als es ihm lieb ist und muss bald auch feststellen, das sich gleich mehrere Sekirei ihn sich als Ashikabi aussuchten, was zu zahlreichen Problemen jeglicher Art führt.

## Entstehung und Veröffentlichungen
Die Manga-Reihe Sekirei wurde von Sakurako Gokurakuin gezeichnet, deren erstes Kapitel im Dezember 2004 in der ersten Ausgabe von Square Enix’ Seinen-Manga-Magazin Gangan YG erschien. Ende des Jahres benannte sich dieses in Young Gangan um. Am 25. Juli 2005 erschien der erste Sammelband (Tankōbon) von dem insgesamt 18 Bände erschienen. Im März 2018 erschien das letzte Kapitel und bald darauf der letzte Sammelband. Eine englische Fassung wurde von Yen Press veröffentlicht, eine italienische von J-Pop und eine chinesische von Sharp Point Press.

## Anime
Aufbauend auf dem Manga entstand eine zwölfteilige Anime-Fernsehserie, die vom Studio Seven Arcs produziert wurde. Die Regie führte Keizō Kusakawa, der zuvor bereits in der Serie und den Film zu Inukami! in dieser Funktion tätig war. Das Drehbuch wurde von Takao Yoshioka geschrieben.
Inhaltlich bleibt der Anime der Vorlage weitgehend treu und behandelt ungefähr die ersten fünfzig Kapitel der Manga-Reihe. Das Ende wurde bewusst offengelassen mit den Worten „to be continued“.
Der Vorspann verwendete den Titel Sekirei (セキレイ), der wie der Abspann Dear sweet heart von den Seiyū Saori Hayami, Marina Inoue, Kana Hanazawa und Aya Endo interpretiert wurde. Eine Ausnahme bildete die elfte Folge in deren Abspann der Titel Kimi o Omou Toki (きみを想うとき) von Saori Hayami.
Die Serie wurde erstmals vom 2. Juli bis zu 17. September 2008 im japanischen Fernsehen gezeigt und wurde von Aniplex lizenziert. Beginnend vom 22. Oktober 2008 bis zum 25. März 2009 wurden die Folgen in Japan auf sechs DVD veröffentlicht.
Die Serie wurde vom 26. Februar bis zum 25. Juni 2010 auf vier DVDs auf Deutsch synchronisiert sowie mit deutschen und polnischen Untertiteln bei Anime Virtual veröffentlicht. Die erste DVD erschien dabei auch in einer limitierten Fassung mit Sammelschuber.
Eine zweite Staffel mit dem Titel Sekirei – Pure Engagement (セキレイ〜Pure Engagement〜) lief am 4. Juli 2010 im japanischen Fernsehen auf dem Sender Tokyo MX an. Im Abstand mehrerer Tage begannen ebenfalls die Sender AT-X, KBS, NBN, Sun TV, TV Hokkaido und TVQ mit der Ausstrahlung. Die letzte Folge der zweiten Staffel wurde am 26. September 2010 übertragen.
Seit dem 27. Mai 2011 veröffentlicht das Anime-Label Kazé die 2. Staffel in Deutschland auf 4 DVDs. Das 1. Volume erschien dabei auch einer limitierten Fassung mit Sammelschuber.

## Hörspiel
Am 25. Juli 2007 wurde noch vor der Verfilmung ein Hörspiel mit dem Titel Sekirei Original Drama CD von Frontier Works veröffentlicht.

## Synchronisation
Die deutsche Fassung wurde von der TV+Synchron GmbH in Berlin hergestellt.
| Rolle                                         | japanischer Sprecher (Seiyū)                   | deutsche Sprecher         |
| --------------------------------------------- | ---------------------------------------------- | ------------------------- |
| Minato Sahashi 佐橋 皆人, Sahashi Minato      | Shinnosuke Tachibana (Anime und Hörspiel)      | Constantin von Jascheroff |
| Musubi 結, Sekirei #88                        | Saori Hayami (Anime) Ayako Kawasumi (Hörspiel) | Tanja Schmitz             |
| Kusano 草野, Sekirei #108                     | Kana Hanazawa (Anime) Yukari Tamura (Hörspiel) | Daniela Reidies           |
| Matsu 松, Sekirei #02                         | Aya Endo (Anime) Yuki Matsuoka (Hörspiel)      | Marie-Luise Schramm       |
| Tsukiumi 月海, Sekirei #09                    | Marina Inoue (Anime) Rie Tanaka (Hörspiel)     | Christin Marquitan        |
| Kazehana 風花, Sekirei #03                    | Yukana (nur Anime)                             | Andrea Solter             |
| Homura/Kagari 焰/篝, Sekirei #06              | Yuki Kaida (Anime) Hiromi Hirata (Hörspiel)    | Dirk Petrick              |
| Miya Asama 浅間 美哉, Asama Miya, Sekirei #01 | Sayaka Ohara (Anime und Hörspiel)              | Melanie Hinze             |
| Minaka Hiroto 御中 広人, Minaka Hiroto        | Toshihiko Seki (Anime und Hörspiel)            | Dirk Bublies              |
| Takami Sahashi 佐橋 高美, Sahashi Takami      | Miki Itō (nur Anime)                           | Sabine Winterfeldt        |